# Carlos Amigo Vallejo
Carlos Amigo Vallejo, O.F.M., španski rimskokatoliški duhovnik, nadškof in kardinal, * 23. avgust 1934, Medina de Rioseco, † 27. april 2022.

## Življenjepis
17. avgusta 1960 je prejel duhovniško posvečenje.
17. decembra 1973 je bil imenovan za škofa Tangerja (Maroko) in 28. aprila naslednje leto je prejel škofovsko posvečenje.
22. maja 1982 je postal nadškof Seville.
21. oktobra 2003 je bil povzdignjen v kardinala in imenovan za kardinal-duhovnika S. Maria in Monserrato degli Spagnoli.
5. novembra 2009 je bil upokojen.